# Milena Baldassarri
Milena Baldassarri (Ravena, 16 de octubre de 2001) es una deportista italiana que compite en gimnasia rítmica, en la modalidad individual.
Ganó cinco medallas en el Campeonato Mundial de Gimnasia Rítmica entre los años 2018 y 2023, y dos medallas de plata en el Campeonato Europeo de Gimnasia Rítmica, en los años 2022 y 2024.
Participó en los Juegos Olímpicos de Tokio 2020, ocupando el sexto lugar en la prueba individual.

## Palmarés internacional
| Campeonato Mundial | Campeonato Mundial | Campeonato Mundial | Campeonato Mundial   |
| Año                | Lugar              | Medalla            | Prueba               |
| ------------------ | ------------------ | ------------------ | -------------------- |
| 2018               | Sofía (Bulgaria)   | Medalla de plata   | Cinta                |
| 2018               | Sofía (Bulgaria)   | Medalla de bronce  | Concurso por equipos |
| 2022               | Sofía (Bulgaria)   | Medalla de oro     | Equipo               |
| 2022               | Sofía (Bulgaria)   | Medalla de bronce  | Pelota               |
| 2023               | Valencia (España)  | Medalla de bronce  | Equipo               |
| Campeonato Europeo |                    |                    |                      |
| Año                | Lugar              | Medalla            | Prueba               |
| 2022               | Tel Aviv (Israel)  | Medalla de plata   | Equipo               |
| 2024               | Budapest (Hungría) | Medalla de plata   | Equipo               |